# Lijst van gemeenten in Giresun
Onderstaande lijst bevat alle gemeenten (2000) in de Turkse provincie Giresun.
| District       | Gemeente       |
| -------------- | -------------- |
| Alucra         | Alucra         |
| Bulancak       | Aydındere      |
| Bulancak       | Bulancak       |
| Bulancak       | Kovanlık       |
| Çamoluk        | Çamoluk        |
| Çamoluk        | Yenice         |
| Çanakçı        | Çanakçı        |
| Çanakçı        | Karabörk       |
| Dereli         | Dereli         |
| Dereli         | Yavuzkemal     |
| Doğankent      | Doğankent      |
| Espiye         | Espiye         |
| Espiye         | Soğukpınar     |
| Eynesil        | Eynesil        |
| Eynesil        | Ören           |
| Giresun        | Çaldağ         |
| Giresun        | Duroğlu        |
| Giresun        | Giresun        |
| Giresun        | İnişdibi       |
| Görele         | Aydınlar       |
| Görele         | Çavuşlu        |
| Görele         | Görele         |
| Görele         | Kırıklı        |
| Görele         | Köprübaşı      |
| Güce           | Güce           |
| Keşap          | Karabulduk     |
| Keşap          | Keşap          |
| Piraziz        | Bozat          |
| Piraziz        | Piraziz        |
| Şebinkarahisar | Şebinkarahisar |
| Tirebolu       | Tirebolu       |
| Yağlıdere      | Üçtepe         |
| Yağlıdere      | Yağlıdere      |